# Adânca, Dâmbovița
Adânca este un sat în comuna Gura Ocniței din județul Dâmbovița, Muntenia, România.
La sfârșitul secolului al XIX-lea, satul Adânca alcătuia o comună de sine stătătoare, în plaiul Dealul-Dâmbovița al județului Dâmbovița, având 911 locuitori. La Adânca funcționau o școală întreținută de stat, cu 30–40 de elevi, o biserică, o judecătorie comunală și un șef de garnizoană.
În 1925, comuna Adânca se desființase, iar satul fusese arondat comunei Săcueni din plasa Târgoviște a aceluiași județ, comună ce avea o populație totală de 2564 de locuitori.